# Calomera lugens
Calomera lugens Dejean, 1831 è un coleottero carabide della sottofamiglia Cicindelinae, che vive nelle immediate vicinanze del mare, lungo le coste del bacino del Mediterraneo orientale.

## Descrizione
È una cicindela di media grandezza (lunghezza 14–16 mm).

Le elitre sono di colore da bruno a nero, con riflessi rossastri o verdastri; il disegno è di colore bianco-crema.

## Biologia
Sono insetti attivi durante le ore più calde del giorno, che si muovono tra gli scogli o i banchi di Posidonia con grande velocità, con la tipica andatura a scatti delle cicindele.
Sono abili predatori, che si nutrono principalmente di piccoli crostacei isopodi della specie Ligia italica e altri piccoli invertebrati.
Durante l'accoppiamento, i maschi afferrano le femmine saldamente con le mandibole tra pronoto ed elitre, restando in questa posizione per lunghi periodi, in cui alternano le copule vere e proprie a momenti di riposo.

## Distribuzione e habitat
La specie è distribuita prevalentemente nel bacino del Mediterraneo orientale (Rodi, Cipro, Turchia e Siria), con una popolazione isolata in Sicilia.
Vive in habitat costieri rocciosi nelle immediate vicinanze del mare, dove le acque delle mareggiate formano pozze ricche di sale.

## Tassonomia
Comprende le seguenti sottospecie:
- Calomera lugens lugens Dejean, 1831 - endemica della Sicilia (sin.: Lophyridia aphrodisia panormitana)
- Calomera lugens aphrodisia Baudi di Selve, 1864 - diffusa in Turchia e Siria (sin.: Lophyridia aphrodisia aphrodisia)
- Calomera lugens cypricola Mandl, 1981 - diffusa a Rodi, Cipro e in Turchia (sin.: Lophyridia aphrodisia cypricola)